# Trigonosciadium tuberosum
Trigonosciadium tuberosum är en flockblommig växtart som beskrevs av Pierre Edmond Boissier. Trigonosciadium tuberosum ingår i släktet Trigonosciadium och familjen flockblommiga växter. Inga underarter finns listade i Catalogue of Life.